# Formica morsei
Formica morsei é uma espécie de formiga do gênero Formica, pertencente à subfamília Formicinae.